# حمام القاضي (بغداد)
حمّام القاضي نفسه حمام المحكمة وهو من حمامات بغداد العامة ويقع في جانب الرصافة وهو حمام مزدوج خاص بالرجال والنساء واقع في محلة رأس القرية اشير اليه في الاعلام الشرعي المؤرخ في2 رجب سنة 1231ه‍، في شارع المستنصر باتصال المحكمة الشرعية وظهره إلى نهر دجلة وجبهته تقابل جامع العادلية الكبير. الذي هدم وبني على أطلاله سوق التجار اليوم.وهو من الحمامامات القديمة في بغداد وكان أكثر رواده من تجار بغداد. والحمام الذي يرتاده التجار تكون الخدمة فيه خدمة ممتازة، فصاحب الحمام ومن يتبعه من العاملين معه يعرف التجار الموسرين ومنزلة ومزاج كل واحد منهم من كثرة تعامله معهم. لذلك يكون لكل واحد «دلاك» خاص به والذي يعرف خريطة جسمه جيدا ومايريحه وما يزعجه من طرق التدليك، أن كان بالكيس الخاص بذلك أم بالليفة.
وحمام القاضي يتميز بنظافة المكان وأناقة «المنزع» ونظافة المناشف، حيث يحتفظ صاحب الحمام بمناشف خاصة لكل شخصية تلائم منزلته والمناشف مثل المنازل درجات، وتكون الخدمة فيه بأحسن مايمكن أن يقدم للزبون من حوض خاص ومن تدليك وإزالة الشعر بواسطة «دواء الحمام» وهو مزيج من النورة والزرنيخ.